# Lantroul
Lantroul est un hameau de la commune belge de Ferrières en province de Liège. 
Avant la fusion des communes, le hameau faisait déjà partie de la commune de Ferrières.

## Situation
Lantroul se situe le long d'une petite voie en cul-de-sac à côté de la route nationale 66 entre Ferrières et Werbomont.